# Vilasina sinica
Vilasina sinica is een tweekleppigensoort uit de familie van de Mytilidae. De wetenschappelijke naam van de soort is voor het eerst geldig gepubliceerd in 1984 door Wang & Qi.